# Excelsior Hotel Ernst

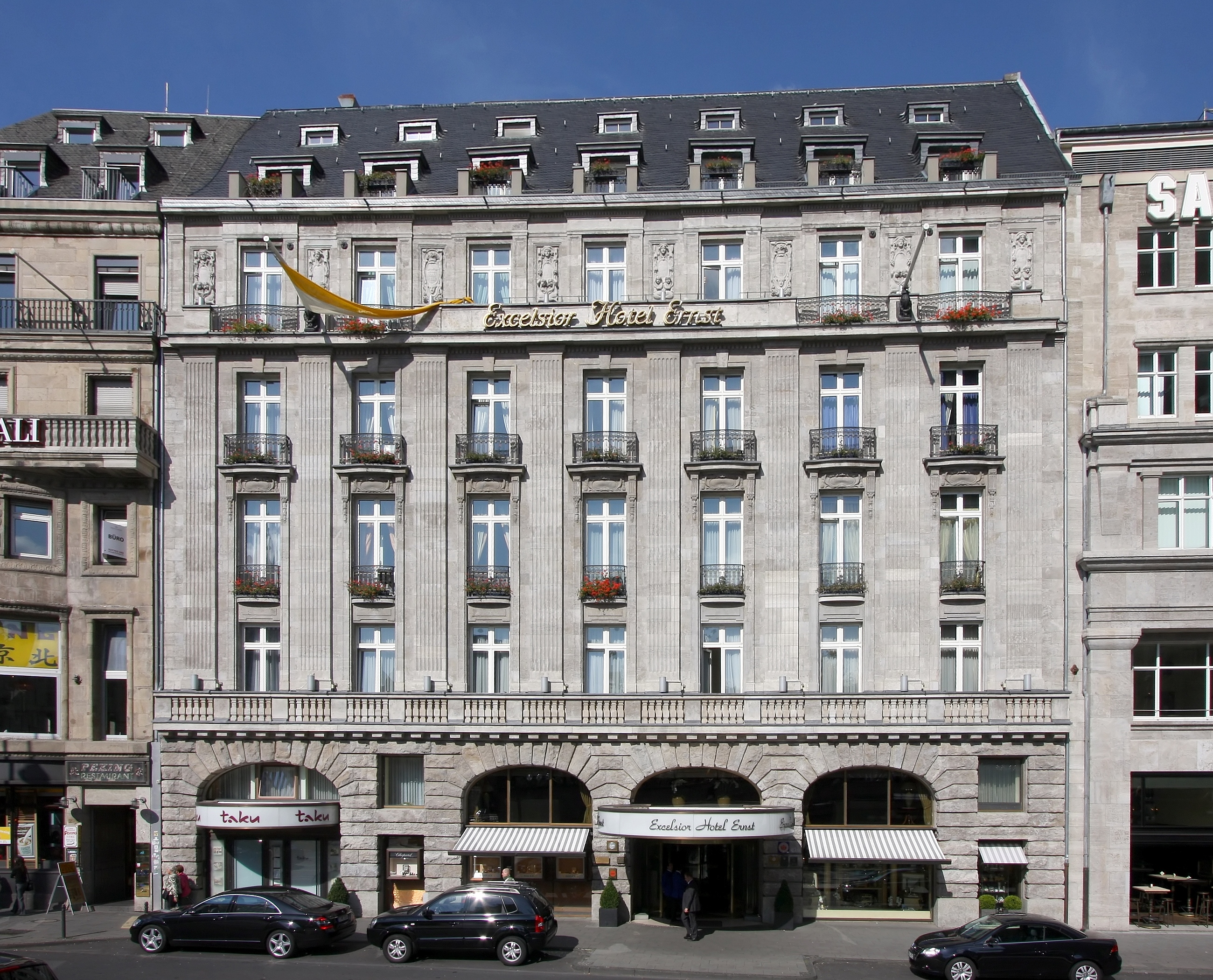
Excelsior Hotel Ernst, 2008

Das Excelsior Hotel Ernst ist ein 5-Sterne-Luxushotel im Zentrum von Köln, direkt am Kölner Dom und Teil der großstädtisch geprägten Domumgebung. Es gehört zur Allianz The Leading Hotels of the World und ist Mitglied der Selektion Deutscher Luxushotels.

## Gründungsphase
Am 16. Mai 1863 eröffnete Carl Ernst – „Königlicher Hofrestaurateur am Centralbahnhof“ – das Hotel im Stadtzentrum. Zu dieser Zeit trug das Hotel noch den Namen „Hotel Ernst“. Nach nur acht Jahren verkaufte er 1871 das Hotel an Friedrich Kracht. Als Deutscher in Belgien ansässig, musste dieser als Folge des Deutsch-Französischen Krieges von Brüssel nach Köln ziehen. Vier Jahre nach Erwerb des Kölner Hotels starb Friedrich Kracht. Seine Frau und der Sohn Carl, der 1884 eines der populärsten Ämter in Köln übernahm (Prinz im Kölner Karneval), führten das Haus weiter. Das Hotel hatte inzwischen deutschlandweites Renommee. Am 16. Oktober 1880 verfolgte Kaiser Wilhelm I. die Feierlichkeiten zur Eröffnung des Kölner Doms, nur etwa 100 Meter entfernt, vom Hotel aus.

Hotel Ernst (links) und Deichmannhaus (rechts), um 1890

1889 ging Carl Kracht nach Zürich, wo er Emma Pauline Baur ehelichte und in die Schweizer Hoteliersfamilie Baur, die sowohl das bekannte Baur au Lac als auch das Savoy Baur en Ville besaß, einheiratete. Ein Jahr nach seiner Heirat, im Jahre 1890, übergab seine Mutter ihm und seiner Schwester Hermine Brinkhaus, geb. Kracht, das Hotel Ernst. Die Geschwister gründeten eine GmbH, aus der Hermine Brinkhaus drei Jahre später ausschied. Carl Kracht war nun alleiniger Besitzer des Kölner Hotels in der Innenstadt. Zum Direktor berief er 1905 Friedrich Reime.

## Neubau

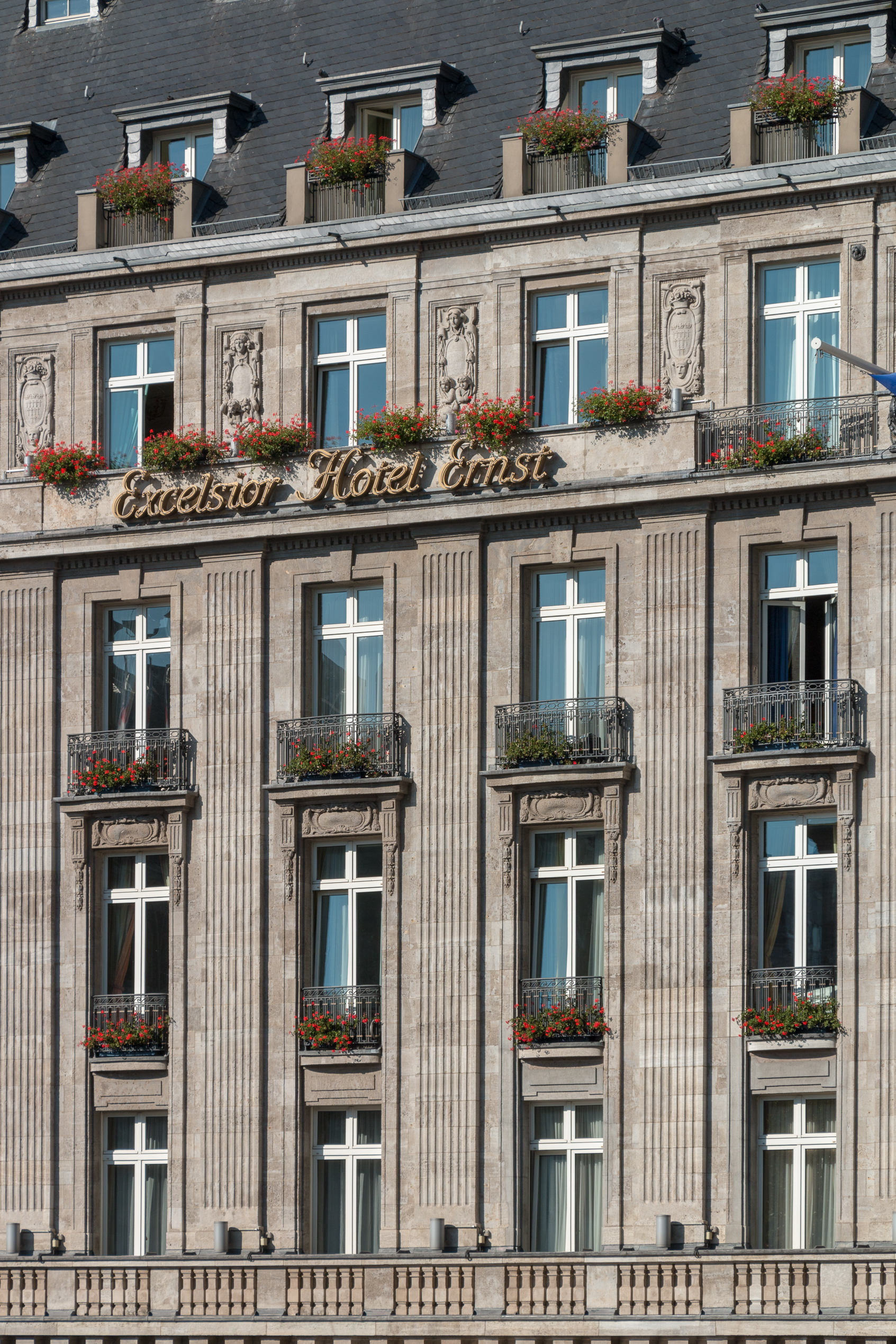
Fassadenausschnitt mit dem Hotelnamen (2014)

Im März 1909 wurde das Hotel Ernst geschlossen und zusammen mit den dazu gekauften Gebäuden abgerissen, im Juni 1909 fand die Grundsteinlegung für den Neubau statt. Schon am 21. September 1910 konnte das nach Entwürfen des Berliner Architekten Franz Ahrens errichtete Haus eröffnet werden, das sich nunmehr „Excelsior Hotel Ernst“ nannte und als fünf Sterne-Grandhotel klassifiziert wurde. Nach der Wiedereröffnung verfügte das Haus über 250 Zimmer, hiervon 100 mit eigenem Bad. Der Haupteingang an der Trankgasse präsentiert sich als fünfgeschossiges und repräsentatives Gebäude mit einem Dachgeschoss.
Infolge der Besetzung Kölns nach dem Ersten Weltkrieg am 6. Dezember 1918 wurde das Hotel für sieben Jahre zum Hauptquartier der Britischen Truppen. Nach deren Abzug am 31. Januar 1926 musste das Haus von Grund auf renoviert werden (Architekt Heinrich Müller-Erkelenz). Am 31. Dezember 1926 wurde das Hotel wieder neu eröffnet, bis 1938 geführt von Friedrich Reime.
Während des Zweiten Weltkrieges blieb das Hotel von größeren Kriegsschäden verschont. Ab März 1945 quartierten sich vorübergehend amerikanische Soldaten ein, die das Mobiliar beschädigten und den Spirituosen- und Weinvorrat dezimierten. Danach wurde das Hotel bis 1948 von der britischen Militärverwaltung beschlagnahmt. Das Dach durfte noch zur Besatzungszeit neu aufgebaut werden. Im Juni 1948 konnte das Hotel wieder eröffnet werden. Unter der Führung von Charles Kracht (1919–1990), dem Enkel von Carl Kracht, stand der Hotelbetrieb seit Wiedereröffnung unter der Leitung von Max Mattheus. Ab März 1950 beherbergte das Hotel als vorläufige Residenz des ersten türkischen Gesandten in der Bundesrepublik, Nizamettin Ayaşlı, die diplomatische Mission der Türkei am Regierungssitz Bonn, die bis Juli 1952 nach Bonn (Ortsteil Gronau) umzog. Auf den Hoteldirektor Mattheus folgte im März 1958 Erico Geweyer († 1971). Er begleitete das Haus 13 Jahre lang als geschäftsführender Direktor, sein Nachfolger wurde 1972 Siegfried Breunig.

## Modernisierungen
Unter dessen Führung wurden in enger Zusammenarbeit mit Charles Kracht zahlreiche Renovierungsmaßnahmen und Modernisierungen ausgeführt. Die öffentlichen Räume im Bereich der Rezeption, der Wintergarten und die Piano-Bar wurden erneuert sowie zeitgemäße Konferenzräume geschaffen. Das im Hotel befindliche Restaurant „Hanse Stube“ wurde 1976 umfassend erneuert und ist mit 13 Gault-Millau-Punkten ausgezeichnet. 1986 erfolgte eine umfangreiche Erweiterung des Hotels nach Entwürfen des Münchner Architekten Siegwart Graf Pilati. Der so genannte Rundbau mit 29 exklusiven Appartements und Doppelzimmern wurde eröffnet. 
Am 6. März 1986 unterzeichneten die Vorstände der 24 Kölsch-Brauereien feierlich im Festsaal des Excelsior Hotel Ernst die Kölsch-Konvention, ein für Köln und das Kölsch wichtiges Dokument.

## Ab 1991

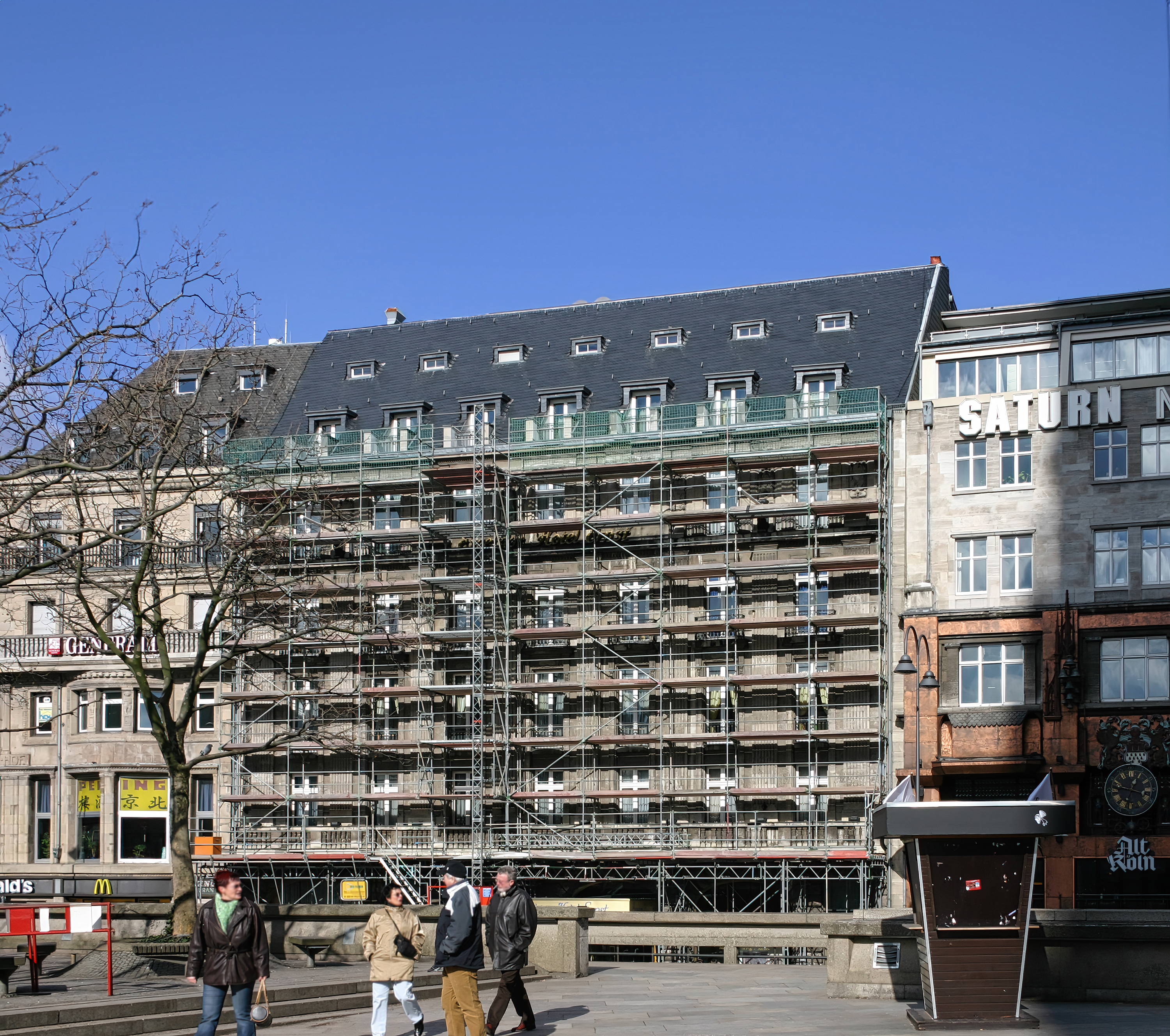
Das Hotel, eingerüstet für die Fassadenrestaurierung, Februar 2005

Der langjährige Vertreter der Familie im Verwaltungsrat des Hotels, Charles Kracht, übergab 1991 an seinen Neffen, Charles Roulet, der nach erfolgreicher Hoteliers-Laufbahn aus den USA zurückgekehrt war. Damit übernahm ein Urenkel von Carl Kracht die Federführung im Verwaltungsrat des Traditionshauses. Nach dem plötzlichen Tod von Siegfried Breunig im November 1994 übernahm Charles Roulet kommissarisch die Leitung des Hotels, bis mit Manfred Brennfleck im Juni 1995 ein neuer Direktor ernannt wurde.
Im September 2000 wurden auf der sechsten Etage ein Sauna und Fitnessbereich eingerichtet. Im Oktober 2001 eröffnete das ostasiatische Restaurant „taku“, das mit 15 Gault Millau-Punkten und seit 2012 mit einem Michelin-Stern ausgezeichnet ist. Zu Beginn des Jahres 2002 wurde ein Business Center eingerichtet. Nach dem Ausscheiden von Manfred Brennfleck leitete Robert A. Schaller interimistisch von Juni 2003 bis Mai 2004 die Geschicke des Hauses, bevor Wilhelm Luxem die Leitung übernahm. 2006 wurden die Eigentumsverhältnisse neu geregelt, wobei Andrea Kracht, der Sohn von Charles Kracht, das Hotel Baur au Lac übernahm und Charles Roulet, der Sohn von Heidi Roulet, das Excelsior Hotel Ernst führte. 2005 wurde die denkmalgeschützte Naturstein-Fassade zur Domseite aufwändig restauriert, 2006 folgte die Renovierung der Fassade des Hanseflügels in der Dompropst-Ketzer-Straße. 2007 folgte die jüngste große Renovierungsphase. Der Hanseflügel entstand für sieben Millionen Euro.
Die Küche des Gourmetrestaurants Hanse-Stube wurde vom 19. Juli bis 6. August 2010 umfangreich umgestaltet. Mit einem Gesamtaufwand von rund 400.000 Euro investierte die Familie Roulet, Besitzer des Hotels in der sechsten Generation, weiter in die technische Infrastruktur des Hauses.
Im Rahmen der 12. Busche-Gala wurden dem Excelsior Hotel Ernst drei Auszeichnungen verliehen. Charles Roulet, Inhaber des Hotels, nahm die Auszeichnung „Hotel des Jahres 2010“ entgegen, der Geschäftsführende Direktor Wilhelm Luxem ist „Hotel-Manager des Jahres“, und das „taku“ wurde als „Ausländisches Restaurant des Jahres“ gekürt.

## Ab 2012
Anfang 2012 wurde das ostasiatische Restaurant „taku“, unter der Leitung von Küchenchef Nicolas von Auersperg, mit einem Michelin-Stern ausgezeichnet. Seit November 2012 führt der Kölner Mirko Gaul die Küche des ostasiatischen Sternerestaurants  „taku“ (1 Stern im Guide Michelin; 16/20 Punkten im Gault Millau) im Excelsior Hotel Ernst.
Im Dezember 2012 übernahm Henning Matthiesen als Geschäftsführender Direktor die Leitung des Hauses als Nachfolger von Wilhelm Luxem, der das Grandhotel fast neun Jahre geleitet hat. Heute verfügt das Hotel über 142 Zimmer (davon 34 Suiten) auf sechs Etagen. Eine Neugestaltung des Eingangsbereiches und des Wintergartens erfolgte im Oktober 2013. Im Juni 2015 wurde der Rundbau des Hotels renoviert und es entstanden für rund 1,8 Millionen Euro 29 Zimmer der Kategorie Grand Deluxe. 

## Bilder

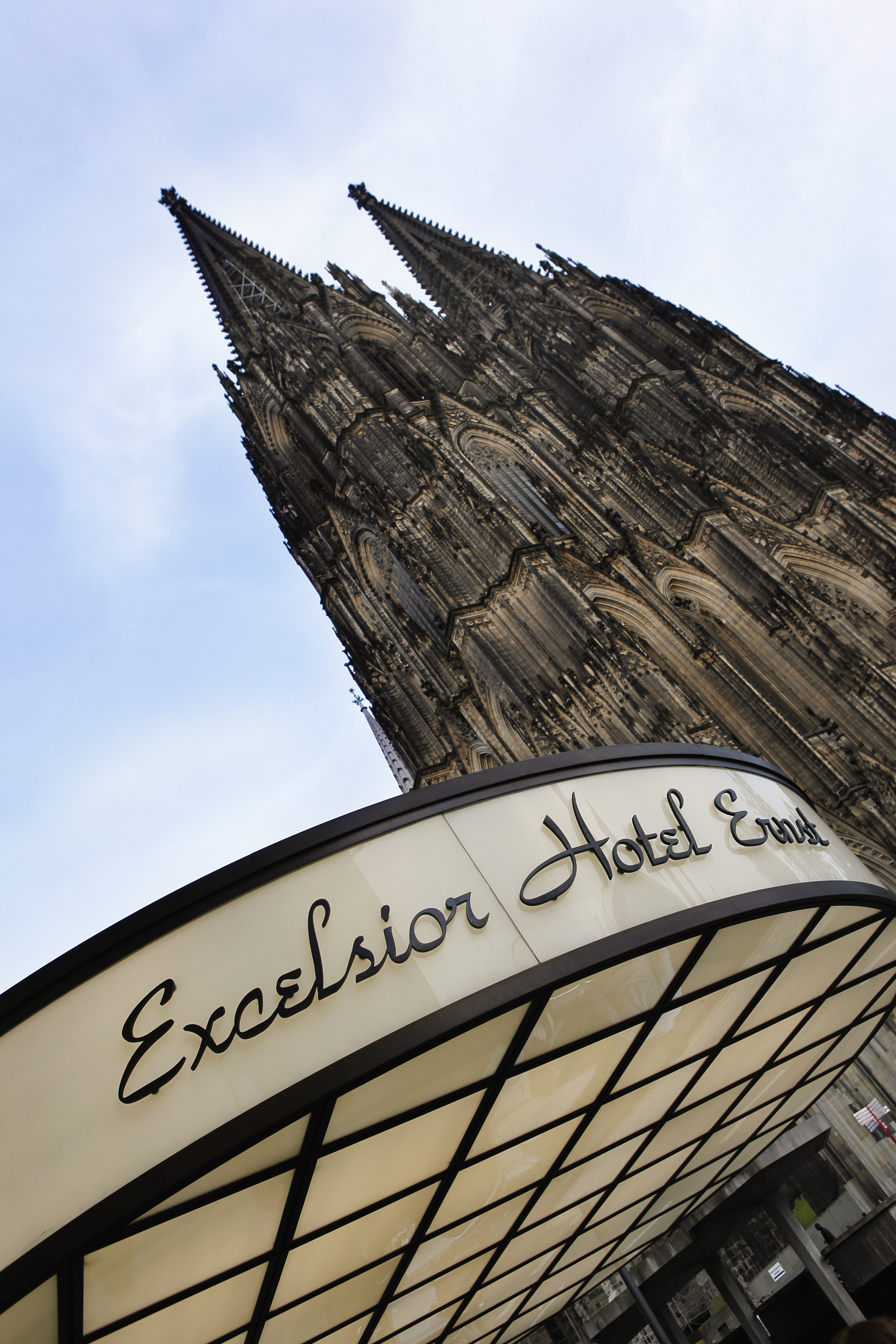
Außenansicht des Restaurants
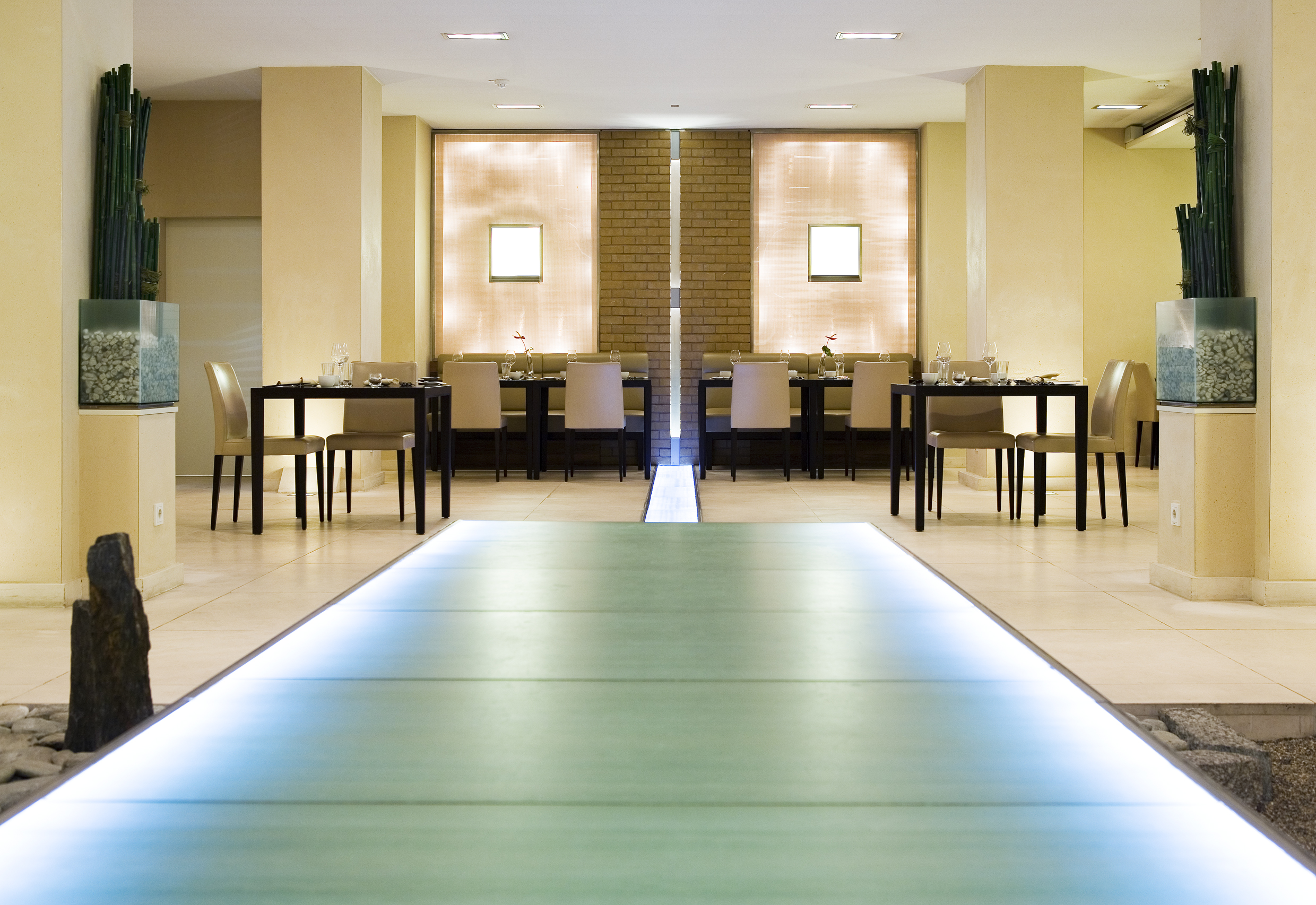
Restaurant Taku
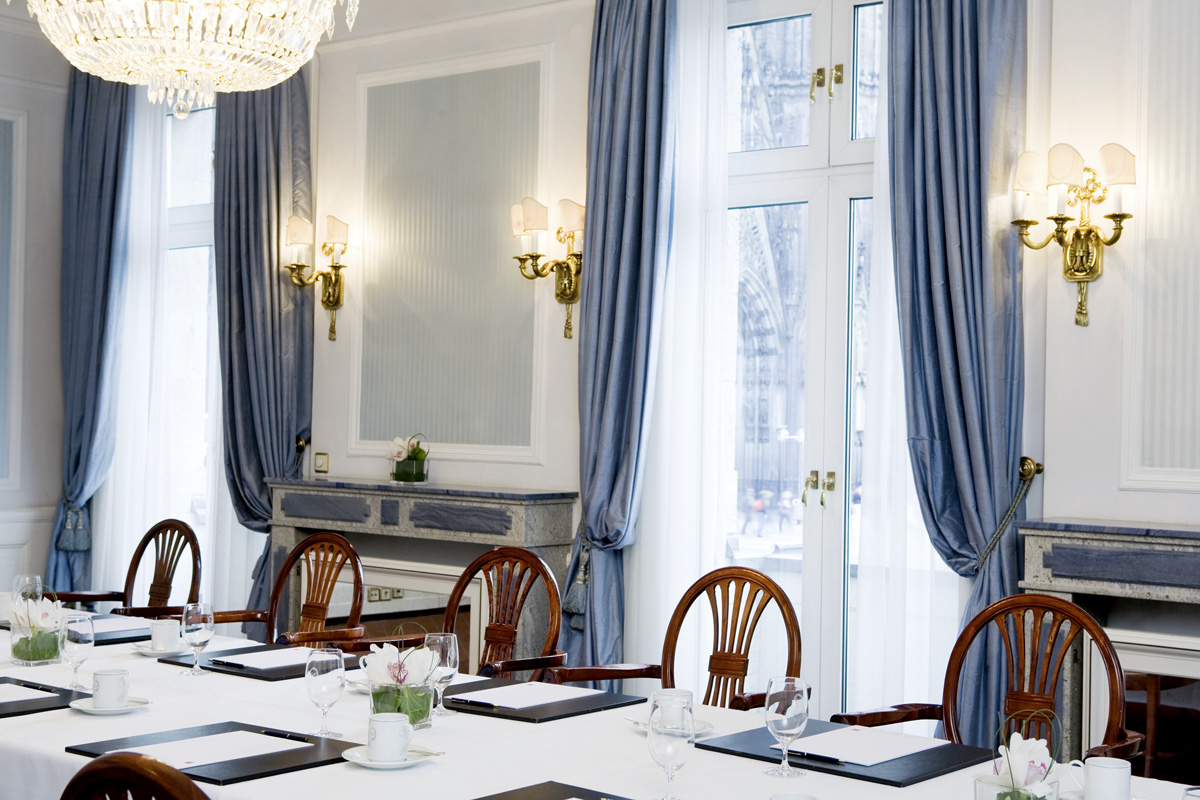
Salon Gereon
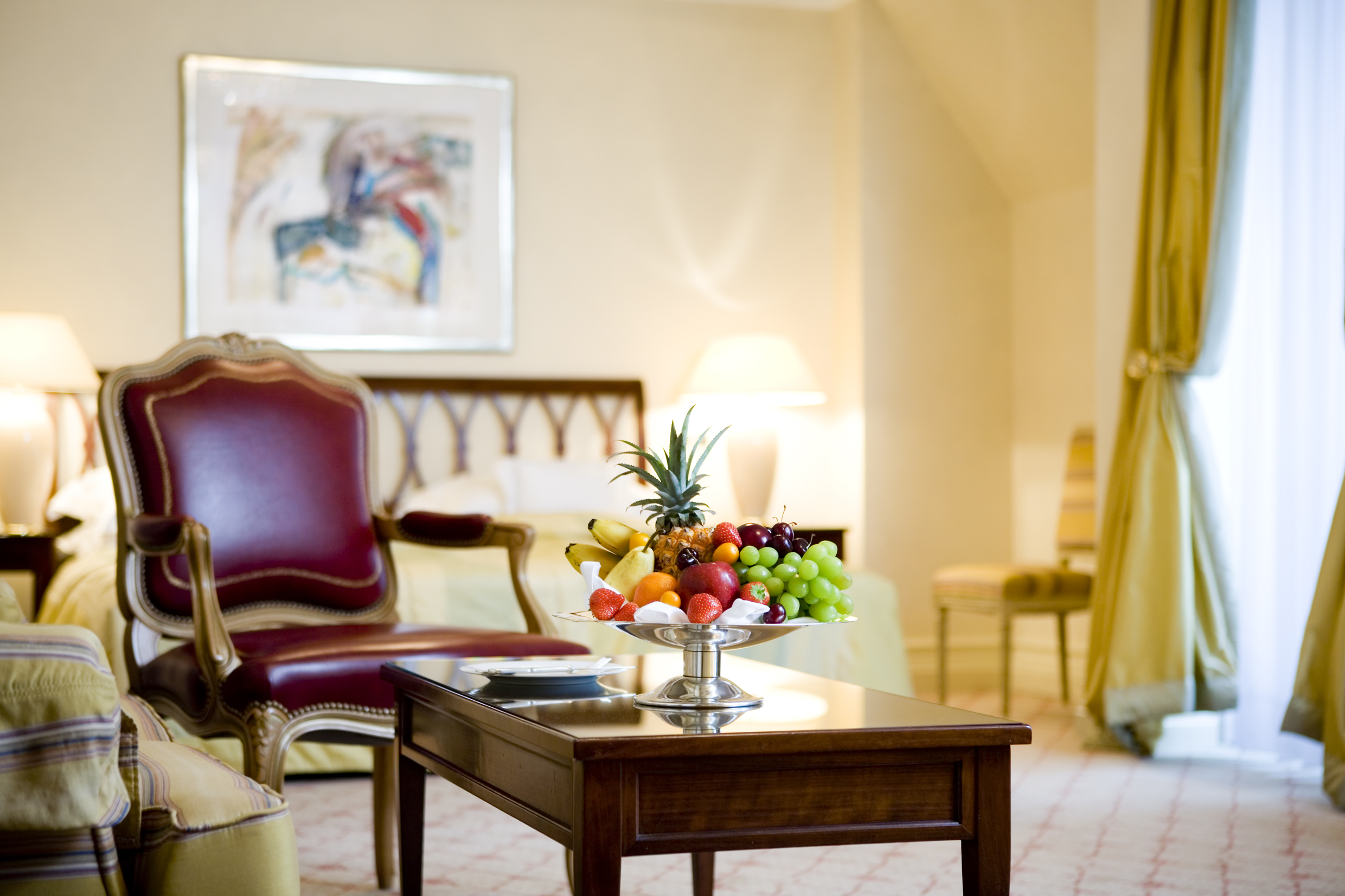
Excelsior Suite

## Sonstiges
- Ein großer Teil der Handlung des Films Der Bettler vom Kölner Dom (Stummfilm von 1927) spielt im Kölner Hotel Excelsior, das anhand der Filmaufnahmen als Hotel Excelsior Ernst erkennbar ist.